# J2SE
Java2 Standard Edition, J2SE, er standardudgaven af java. Denne udgave er beregnet til udvikling af selvstændige programmer. J2SE består af et klassebibliotek der indeholder generelle klasser, og klasser der er rettet mod et desktopmiljø. Desuden er der mulighed for programmering af applets.
En del klasser fra J2EE er over tid blevet tilføjet til standardudgaven. Et eksempel er JNDI.
| Programmering | Spire Denne artikel om datalogi eller et datalogi-relateret emne er en spire som bør udbygges. Du er velkommen til at hjælpe Wikipedia ved at udvide den. |